# Olympische Sommerspiele 2012/Teilnehmer (Syrien)
| Gelbes Symbol für Goldmedaillen mit stilisierten Olympischen Ringen | Graues Symbol für Silbermedaillen mit stilisierten Olympischen Ringen | Braundes Symbol für Bronzemedaillen mit stilisierten Olympischen Ringen |
| ------------------------------------------------------------------- | --------------------------------------------------------------------- | ----------------------------------------------------------------------- |
| —                                                                   | —                                                                     | —                                                                       |

Syrien nahm in London an den Olympischen Spielen 2012 teil. Es war die insgesamt zwölfte Teilnahme an Olympischen Sommerspielen. Das Syrische Nationale Olympische Komitee nominierte zehn Athleten in sieben Sportarten.
Aufgrund des anhaltenden Bürgerkriegs in Syrien gab es Bedenken bezüglich der Teilnahme Syriens an den Olympischen Spielen. Der Präsident des syrischen NOKs, General Mowaffak Joumaa, sagte im April 2012 zu ITV News: „Keine Frage, wir nehmen teil.“ Hingegen sagte Abdelbasset Saroot, ein zu den Rebellen übergelaufener ehemaliger internationaler Torhüter, dass die Athleten seines Landes dieses Jahr nicht teilnehmen wollen: „Sie wollen nicht für eine Flagge antreten, auf die sie nicht stolz sind und an die sie nicht glauben.“ Der britische Premierminister David Cameron versicherte, syrischen Athleten sei es möglich, an den Olympischen Spielen in London teilzunehmen. Doch alle Offiziellen, für die das Einreiseverbot der Europäischen Union gelte (darunter auch Joumaa), seien nicht willkommen.
Die 400-m-Hürdenläuferin Ghfran Almouhamad (* 1989) aus Aleppo wurde am 11. August 2012 vom Internationalen Olympischen Komitee (IOC) von den Olympischen Sommerspielen 2012 ausgeschlossen. In der A- und B-Probe wurde das verbotene Stimulans Methylhexanamin gefunden.

## Teilnehmer nach Sportarten

### Boxen
| Athleten       | Wettbewerb              | 1. Runde      | 1. Runde | Achtelfinale  | Achtelfinale  | Viertelfinale | Viertelfinale | Halbfinale    | Halbfinale    | Finale        | Finale        | Rang |
| Athleten       | Wettbewerb              | Gegner        | Ergebnis | Gegner        | Ergebnis      | Gegner        | Ergebnis      | Gegner        | Ergebnis      | Gegner        | Ergebnis      | Rang |
| -------------- | ----------------------- | ------------- | -------- | ------------- | ------------- | ------------- | ------------- | ------------- | ------------- | ------------- | ------------- | ---- |
| Männer         |                         |               |          |               |               |               |               |               |               |               |               |      |
| Wessam Slamana | Bantamgewicht bis 56 kg | Q. Äbutälipow | 7:15     | ausgeschieden | ausgeschieden | ausgeschieden | ausgeschieden | ausgeschieden | ausgeschieden | ausgeschieden | ausgeschieden | 17   |

### Gewichtheben
| Athleten      | Wettbewerb        | Reißen  | Reißen | Stoßen  | Stoßen | Zweikampf | Zweikampf | Rang |
| Athleten      | Wettbewerb        | Gewicht | Rang   | Gewicht | Rang   | Gewicht   | Rang      | Rang |
| ------------- | ----------------- | ------- | ------ | ------- | ------ | --------- | --------- | ---- |
| Frauen        |                   |         |        |         |        |           |           |      |
| Thuraia Sobh  | Klasse bis 75 kg  | 86 kg   | 11     | 115 kg  | 11     | 201 kg    | 11        | 11   |
| Männer        |                   |         |        |         |        |           |           |      |
| Ahed Joughili | Klasse bis 105 kg | 180 kg  | 8      | 218 kg  | 6      | 398 kg    | 6         | 6    |

### Leichtathletik
Laufen und Gehen
| Athleten          | Wettbewerb   | Vorlauf                       | Vorlauf                       | Halbfinale                    | Halbfinale                    | Finale                        | Finale                        | Rang |
| Athleten          | Wettbewerb   | Zeit                          | Rang                          | Zeit                          | Rang                          | Zeit                          | Rang                          | Rang |
| ----------------- | ------------ | ----------------------------- | ----------------------------- | ----------------------------- | ----------------------------- | ----------------------------- | ----------------------------- | ---- |
| Frauen            |              |                               |                               |                               |                               |                               |                               |      |
| Ghfran Almouhamad | 400 m Hürden | wegen Dopings disqualifiziert | wegen Dopings disqualifiziert | wegen Dopings disqualifiziert | wegen Dopings disqualifiziert | wegen Dopings disqualifiziert | wegen Dopings disqualifiziert | –    |

Springen und Werfen
| Athleten          | Wettbewerb | Qualifikation | Qualifikation | Finale     | Finale | Rang |
| Athleten          | Wettbewerb | Weite/Höhe    | Rang          | Weite/Höhe | Rang   | Rang |
| ----------------- | ---------- | ------------- | ------------- | ---------- | ------ | ---- |
| Männer            |            |               |               |            |        |      |
| Majd Eddin Ghazal | Hochsprung | 2,16 m        | 13            | –          | –      | 28   |

### Radsport

#### Straße
| Athleten      | Wettbewerb    | Zeit | Rang |
| ------------- | ------------- | ---- | ---- |
| Männer        |               |      |      |
| Omar Hasanein | Straßenrennen | DNF  | DNF  |

### Reiten
| Athleten           | Wettbewerb | Fehlerpunkte | Rang |
| ------------------ | ---------- | ------------ | ---- |
| Springen           |            |              |      |
| Ahmad Saber Hamcho | Einzel     | 30           | 62   |

### Schießen
| Athleten        | Wettbewerb      | Qualifikation | Qualifikation | Finale | Finale | Ringe | Rang |
| Athleten        | Wettbewerb      | Ringe         | Rang          | Ringe  | Rang   | Ringe | Rang |
| --------------- | --------------- | ------------- | ------------- | ------ | ------ | ----- | ---- |
| Frauen          |                 |               |               |        |        |       |      |
| Raya Zin Aldden | Luftgewehr 10 m | 388           | 50            | –      | –      | 388   | 50   |

### Schwimmen
| Athleten      | Wettbewerb     | Vorlauf     | Vorlauf | Halbfinale | Halbfinale | Finale | Finale | Rang |
| Athleten      | Wettbewerb     | Zeit        | Rang    | Zeit       | Rang       | Zeit   | Rang   | Rang |
| ------------- | -------------- | ----------- | ------- | ---------- | ---------- | ------ | ------ | ---- |
| Frauen        |                |             |         |            |            |        |        |      |
| Bayan Jumah   | 100 m Freistil | 59,78 s     | 2       | –          | –          | –      | –      | 40   |
| Männer        |                |             |         |            |            |        |        |      |
| Azad Albarazi | 100 m Brust    | 1:03,48 min | 7       | –          | –          | –      | –      | 39   |